# Longford (Gloucestershire)
Longford – osada i civil parish w Anglii, w Gloucestershire, w dystrykcie Tewkesbury. W 2011 roku civil parish liczyła 1218 mieszkańców. Longford civil parish, został utworzony w 1885 roku.